# 법장 (당나라)
법장(法藏: 643~712)은 중국 당나라 시대의 승려이다.
중국 화엄종의 제3조로서 화엄학의 대성자이다. 성은 강씨, 휘는 현수, 國一國師, 香象, 康藏이라고 한다. 지엄(智儼)에게 배웠고 가끔 《화엄경》을 여러 선비들에게 가르쳐 측천무후의 신임이 두터웠다. 화엄종이 그에 의하여 크게 이루어진 까닭으로 보통 "화엄종의 고조"라고 부른다. 약 30부 100여권의 저술을 남겼다.

## 저술
현수의 저서는 약 30부 100여권이 되며, 그 중 몇가지 열거하면 다음과 같다.
- 화엄경탐현기 20권
- 화엄문의강목 1권
- 화엄경지귀 1권
- 유심법계기 1권
- 화엄문답 2권
- 금사자장 1권
- 화엄오교장 3권
- 망진환원관 1권
- 화엄경전기 5권

- 십이문론종치의기 1권
- 대승기신론의기 3권
- 범망경소 3권

## 참고 문헌
- 이 문서에는 다음커뮤니케이션(현 카카오)에서 GFDL 또는 CC-SA 라이선스로 배포한 글로벌 세계대백과사전의 내용을 기초로 작성된 글이 포함되어 있습니다.

| 전임 지엄 (수나라) | 제3대 중국 화엄종의 조사 643년 ~ 712년 | 후임 청량징관 |